# Kenespā
Kenespā (persiska: كنسپا) är en ort i Iran.   Den ligger i provinsen Mazandaran, i den norra delen av landet, 110 km nordost om huvudstaden Teheran. Kenespā ligger 74 meter över havet och antalet invånare är 131.
Terrängen runt Kenespā är platt åt nordost, men åt sydväst är den kuperad.Runt Kenespā är det ganska glesbefolkat, med 47 invånare per kvadratkilometer. Närmaste större samhälle är Āmol, 11,7 km öster om Kenespā. Trakten runt Kenespā består till största delen av jordbruksmark.